# Стаханов (футбольный клуб)
«Стаха́нов» (укр. «Стаханов») — украинский футбольный клуб из Стаханова Луганской области. Выступал в чемпионатах СССР 1948, 1949, 1957—1973, 1980—1986, 1991. Кубках СССР, чемпионатах Украины. В 1999 году из-за финансовых трудностей не смог оплатить членский взнос в ПФЛ и был лишён профессионального статуса.

## Прежние названия
- до 1945: «Стахановец» Кадиевка
- 1946—1979: «Шахтёр» Кадиевка
- 1980—1991: «Стахановец» Стаханов
- 1991—1994: «Вагоностроитель» Стаханов
- 1994—1999: «Шахтёр» Стаханов
- 1999—2004: «Динамо» Стаханов
- 2004 — по настоящее время: ФК «Стаханов»

## Достижения
- Чемпионат СССР:
  - Бронзовый призёр класса «Б», УССР: 1968

### Республиканские
- Чемпионат УССР:
  - Чемпион: 1956
  - Бронзовый призёр: 1931
- Чемпионат УССР среди КФК:[источник не указан 195 дней]
  - Чемпион: 1979
  - Серебряный призёр: 1988